# Ahmet Uyar
Ahmet Uyar (Kahramanmaraş, 1º gennaio 1998) è un lottatore turco specializzato nella lotta greco-romana.

## Palmarès
- Europei

Budapest 2022: argento nei 63 kg.